# Anne de Suède (1545-1610)
Titre
Comtesse consort Palatine des Deux-Ponts-Veldenz
20 décembre 1562 – 8 avril 1592
(29 ans, 3 mois et 19 jours)
Anne Marie de Suède (en suédois : Anna Gustavsdotter Vasa), née le 19 juin 1545 à Stockholm (Suède-Finlande) et décédée le 20 mars 1610 est une princesse de Suède-Finlande devenu à la suite de son mariage comtesse consort Palatine des Deux-Ponts-Veldenz puis régente de ce comté de 1592 à 1598.

## Biographie
Elle est la fille du Roi de Suède Gustave Ier Vasa et de sa seconde épouse Marguerite Lejonhufvud.
Le 20 décembre 1562, elle épouse Georges-Jean de Palatinat-Veldenz, comte Palatin des Deux-Ponts-Veldenz de cette union sont issus : 
- Georges-Gustave
- Anne Marguerite (née et † 1565)
- Anne Marguerite de Palatinat-Veldenz (1571–1621) épouse en 1589 le duc  Richard de Palatinat-Simmern-Sponheim (1521–1598)
- Ursule de Palatinat-Veldenz-Lützelstein (1572–1635) qui épouse en 1585 le duc Louis VI de Wurtemberg
- Jeanne Élisabeth (1573–1601)
- Jean-Auguste de Palatinat-Lützelstein (1575–1611), comte palatin de  Lützelstein épous en 1599 Princesse Anne Elisabeth de Palatinat-Simmern (1549–1609)
- Louis-Philippe de Palatinat-Guttenberg (1577–1601), comte palatin de Guttenberg
- Marie Anne (*/† 1579)
- Catherine Ursule (1582–1595)
- Georges-Jean II de Palatinat-Lützelstein (1586–1654), comte palatin de Guttenberg et Lützelstein épouse en 1613 la palatine Suzanne de Palatinat-Soulzbach (1591–1667).

Elle exerce la régence de 1592 à 1598.